# Pablo Spyer
Pablo Stipanicic Spyer Rezende (Buenos Aires, 1976) é um economista, investidor, influenciador digital e âncora da Jovem Pan.

## Vida pessoal
É filho do jornalista do Estadão Marcos Wilson, que estava em Buenos Aires cobrindo a Guerra das Malvinas. Seu pai também é conhecido por criar e dirigir o telejornal do SBT Aqui Agora. Atualmente, mora em São Paulo.Pablo Spyer é casado com Luana Finger Stipanicic Spyer Rezende, com quem tem uma filha, Lara Finger Spyer.

## Formação
Spyer é formado em Economia pela Universidade Internacional da Flórida e pós-graduado em Mercados e Capitais pela Universidade de São Paulo.

## Biografia
Ao ingressar na universidade, Spyer trabalhou dois anos em uma corretora e em seguida foi head de operações derivativos e futuros na Laeco CTVM. Ele morou nos Estados Unidos durante sua graduação, retornando ao Brasil em 2001, quando ingressou no Santander e trabalhou por quatro anos no setor de private banking. Em 2005, trabalhou no setor de equity institucional do Traderwire Grup LLC. Ele desfiliou-se do grupo para virar sócio-fundador da Riviera Investimentos. Em 2010, tornou-se diretor operacional da Mirae Asset. Ele trabalhou para a consolidação da corretora da Coreia do Sul no mercado de administração de fundos brasileiro. Em 2018, em paralelo às suas atividades na Mirae Asset, virou membro do conselho administrativo da Associação Nacional das Corretoras de Valores. Em 2021, tornou-se diretor de operações da EQI. Em junho do mesmo ano, tornou-se sócio da XP Investimentos. Em 7 de junho, ele participou da estreia do Instituto Conservador Liberal, criado por Eduardo Bolsonaro.
Spyer também é um investidor, e a maior parte de seu patrimônio está em imóveis.
Spyer estreou no filme Eike – Tudo ou Nada (2022), protagonizado por Nelson Freitas. Spyer convidou 150 influenciadores do mercado financeiro para a pré-estreia do filme.

### Touro de Ouro
Em 2019, inaugurou seu canal Touro de Ouro, sobre educação financeira para o pequeno investidor, nas redes sociais. Em junho de 2020, passou a apresentar o quadro especial Minuto Touro de Ouro no Jornal da Manhã, da Rádio Jovem Pan. Também apresentou o Fechamento Touro de Ouro do Os Pingos nos Is. Ele ficou famoso por seu bordão "Vai, Tourinhoooooooooooo!" e tornou-se popular nas redes sociais, especialmente o Instagram e o Twitter. Em fevereiro de 2024, lançou o jogo de cartas Bolsa: Quem Compra Mais, Ganha! Seu canal lançou um curso sobre indicadores macroeconômicos em 2021 pela Niu Cursos.

### Touro Inc.
Em junho de 2021, Spyer e a XP Investimentos criaram a plataforma de educação Touro Inc.
Em 16 de novembro, Spyer e Rafael Brancatelli inauguraram uma estátua chamada Touro de Ouro na frente da B3. De acordo com os autores, a estátua representa a força e a resiliência do povo brasileiro e o otimismo e a força dos investidores do mercado financeiro. Porém, ela foi palco de diversos protestos anticapitalistas e seu design foi considerado feio e virou meme. O Touro de Ouro também foi acusado de plagiar o Touro de Wall Street, porém Spyer afirmou que a estátua foi inspirada no seu jargão "vai tourinho". Em 23 de novembro, a estátua foi retirada pela Prefeitura de São Paulo entender que ela era uma peça publicitária da Touro Inc.